# Unešić
Unešić (in italiano desueto Unessich, con la stessa pronuncia del nome croato) è un comune della Croazia di 2 160 abitanti della Regione di Sebenico e Tenin.

## Località
Il comune di Unešić è suddiviso in 16 frazioni (naselja):
- Cera
- Čvrljevo
- Donje Planjane
- Donje Utore
- Donje Vinovo
- Gornje Planjane
- Gornje Utore
- Gornje Vinovo
- Koprno
- Ljubostinje
- Mirlović Zagora (Mirillovich in Montagna[2])
- Nevest
- Ostrogašica
- Podumci
- Unešić
- Visoka